# Terry Wogan
Michael Terence Wogan, mieux connu sous le nom de Terry Wogan, né le 3 août 1938 à Limerick (Irlande) et mort le 31 janvier 2016 à Taplow (Angleterre), est un animateur de radio et de télévision irlando-britannique. Il travaille principalement pour la BBC, présentant notamment l'émission Wake Up to Wogan de 1993 à 2009 sur la chaine BBC Radio 2.

## Biographie
Il a commenté notamment le Concours Eurovision de la chanson dont il a été le présentateur, aux côtés d'Ulrika Jonsson, de l'édition 1998 qui eut lieu à Birmingham.
Il a été fait Chevalier commandeur de l'Ordre de l'Empire britannique (KBE) en 2005.